# Hachirō Kasuga
Hachirō Kasuga (春日 八郎, Kasuga Hachirō), 9 octobre 1924 à Aizubange – 22 octobre 1991, né Minoru Watabe (渡部 実, Watabe Minoru), est un chanteur japonais du genre enka surnommé « Le premier chanteur enka ».
Après avoir vu Ichirō Fujiyama sur scène, il décide de devenir chanteur populaire. Après avoir fini ses études à l'école de musique de Toyo, il est intégré dans l'Armée impériale japonaise en 1944 et rentre de Taiwan en 1945. Il rejoint le Shinjuku Moulin Rouge en 1947 puis signe avec les King Records en 1949.
En 1952, Kasuga fait ses débuts avec la chanson Akai lamp no Shū Ressha (赤いランプの終列車, lit. « le dernier train avec la lampe rouge ») qui lui vaut d'être connu à Nagoya avant que sa popularité ne s'étende. Sa chanson Otomi-san (ja) (お富さん, lit. « Miss Otomi ») en 1954 est un succès dans tout le Japon. Ce titre se vend à 500 000 exemplaires en six mois et finalement à plus d'un million.
En 1955, il sort Wakare no Ipponsugi (別れの一本杉, lit. « Farewell One Cedar »). Composée par Toru Funamura, la musique plus tard appelée enka, aura une importante influence sur la musique populaire au Japon

## Source de la traduction
- (en) Cet article est partiellement ou en totalité issu de l’article de Wikipédia en anglais intitulé « Hachiro Kasuga » (voir la liste des auteurs).